# Émile Aurèle Van Moé
Pour les articles homonymes, voir Van Moé.
Émile Aurèle Van Moé né le 18 mai 1895 à Dunkerque (Nord) et mort le 6 décembre 1944 à Asnières-sur-Seine (Hauts-de-Seine) est un bibliothécaire français.

## Biographie
Émile Aurèle Van Moé se présente en 1924 au concours d'entrée à l'École des chartes à Paris dont il ressort major de sa promotion le 1er février 1928, sa thèse portant sur "Les ermites de saint Augustin au début du XIVe siècle.Agostino Trionfo et ses théories politiques" Il était déjà ingénieur agronome et ancien combattant de la Grande Guerre. Passionné par l'histoire religieuse et philosophique du Moyen Âge, il fréquente l'École française de Rome, dont il est titulaire d'un doctorat de philosophie scolastique. Membre de cette institution, il y poursuit ses recherches sur l'ordre de Saint-Augustin et transmis à l'Académie des inscriptions et belles-lettres un mémoire sur les ermites de cet ordre pour la période de 1250 à 1350. Il œuvra au reclassement scientifique de leur bibliothèque. Il entretenait d'excellentes relations avec la communauté artistique française de Rome, dont les pensionnaires de la villa Médicis à qui il rendait visite régulièrement. Rentré à Paris au bout de deux années, il entre à la Bibliothèque nationale au cabinet des manuscrits.

## Publications
- 1929 : Les ermites de Saint-Augustin, ami de Pétrarque.
- 1930 : L'envoi de nonce à Constantinople par les papes Innocent V et Jean XXI.
- 1931 :
  - Inventaire archéologique de la Seine-Inférieure. Période gallo-romaine.
  - Suppliques originales adressées à Jean XXII, Clément VI, et Innocent VI.
- 1932 : La Cour du pape Paul III d'après les registres de la Trésorerie secrète (collection F. de Navenne), Paris, Ernest Leroux, 1932, 2 vol in -4°, XI- 395 p., et 7 planches, et VII- 340 pages et 3 planches[1].
- 1934 : La Figure humaine.
- 1935 : « Liber procuratorum nationis Anglicanæ (Alemanniæ) » in: Universitate Parisiensi, éd. Henricus Denifle, Aermilius Chatelain, Carolus Samaran, A. Van Moé, Susanna Vitte.
- 1937 :
  - Un manuscrit à peinture et la consolation philosophique de Boèce.
  - Les Grands Écrivains de France illustrés : Morceaux choisis et analysés par E. Abry… Paul Crouzet, J. Bernès… J. Léger… XIXe siècle 1800-1850, relié, 1er janvier 1937. Illustration documentaire d'Émile Aurèle Van Moé.
  - Les Enlumineurs français du VIIIe au XVIe siècle, Bibliothèque nationale de France.
- 1939 : La technique agricole dans l'ancienne France  d'après les enluminures des manuscrits.
- 1941 : Un vrai portrait de saint Louis, Paris, Éditions Librairie Couville, 1941 [2] p.- 1 pl. Illustration de Jean-Paul Mariage Eudes de Saint-Pierre (1881-1966).
- 1942 :
  - Un vrai portrait de saint Louis, Paris, 1942, imprimerie de Duchemin. 2e édition., in-fol., 2 p., fig., planche.
  - Table des tomes LXXXVI à C de 1925-1939 de la Bibliothèque de l'École des Chartes.
  - La Faculté de décret de l'Université de Paris au XVe siècle.
  - Le Livre, les plus beaux exemplaires de la Bibliothèque Nationale, Paris, 1942 : Éditions du Chêne 170 p.. Auteurs du texte: Robert Brun (1896-1978), Jacques Guignard (1912-1980), Paul-Henri Michel (1894-1964), Émile Aurèle Van Moé (1895-1944), Jacques Wilhelm, préface d'André Lejard (1899-1974), Marcel Rives.
- 1943 :
  - La lettre ornée dans les manuscrits du VIIIe au XIIe siècle.
  - Les Fouquet de la Bibliothèque nationale, préface de Paul Valéry.
  -  L'Apocalypse de Saint-Sever, manuscrit latin 8878 de la Bibliothèque nationale (XIe siècle), Paris, Éditions de Cluny, 1943, 25 p. (texte) et 29 planches en couleurs.

sans date
- Gravure et miniature florentine au XVe siècle.
- Français de ce temps. Cinq portraits par Paul-Marcel Dammann.
- Mélanges dédiés à la mémoire de Félix Grat 1946-1949.

## Expositions
- 1939 : Paris, Bibliothèque nationale de France, Les Travaux et les jours dans l'ancienne France, exposition commémorative du 4e centenaire d'Olivier de Serres.